# 羅伯特·斯文豪
羅伯特·斯文豪，FRS（1836年9月1日—1877年10月28日，又譯史溫侯、史溫豪或斯文侯，漢名郇和），是英国外交官與博物學家。他長期在華南地區與台灣從事於動物學研究，以在鳥類學研究領域的貢獻最為著稱。

## 生平概略
斯文豪的父親家族原居於英國諾森伯蘭郡，於18世紀末後遷居至印度。斯文豪的祖父為英國東印度公司工作，擔任律師，育有四子三女。斯文豪的父親為第四子，亦是律師。
1836年，他出生於英國東印度公司治下的印度加爾各答。
1845年，他的父母親同一年內先後離世，斯文豪及其手足頓時成為孤兒。
1852年（或1853年），他在倫敦大學國王學院就讀。
1854年，他被英國外交部錄用為領事人員，隨即輟學並前往香港接受相關訓練。
1855年，他被派往英國駐廈門領事館任職二等助理。
1856年3月，目前所知他首次前往臺灣，於淡水廳竹北一堡香山地區停留約兩週，進行自然史調查及相關採集工作。本次行程極有可能是為了調查樟腦，因為文章〈福爾摩沙海岸的香山之旅〉（“A trip to Hongsan, on the Formosan coast”），處處提及樟腦的味道、還前去拜訪樟腦產業相關在地人士，留下了談話紀錄。
1858年6月，他乘坐英國皇家海軍軍艦不屈號（英語：HMS Inflexible，為以螺旋槳推進之小型風帆戰船）前往臺灣，擔任翻譯人員。本次行程以搜尋二位失蹤水手為由，逆時針方向沿島嶼海岸繞行。不屈號自廈門啟程，沿途船上成員登上安平港、枋寮、瑯橋灣、蘇澳、雞籠、滬尾、南岬等沿海地區，斯文豪也深入北投考察硫磺及煤礦，這趟考察行程總共耗時約25日。值得注意的是，在蘇澳地區登岸時，他曾探訪噶瑪蘭族婆羅辛仔宛社（原址位於今冬山河出海口附近）時，被招待住參觀聚落中的干欄式建築。
1860年7月至10月年，他以英軍翻譯的身份，參加第二次英法聯軍之役，他把在華北的所見所聞，彙整出版為《北華戰記》（Narrative of the North China Campaign of 1860）。
1860年底，他獲派為英國駐臺副領事，為英國最早派駐臺灣的外交人員之一，為英國在臺外交人員辦公處選址。
1861年7月至1862年5月，他在臺灣南部的府城、臺灣北部的淡水考察，留下對於兩地的觀察紀錄及自然史調查與採集記錄。1861年7月，他前往臺灣，於臺灣府城附近設立英國領事館；同年12月，領事館改設置於滬尾。
1862年5月，斯文豪因爲身體微恙返回倫敦休養，英國在臺外交工作由他的助理柏卓枝（George Compigné Parker Braune），直至1864年始返回臺灣繼續執行外交工作。
1864年1月到1866年5月，斯文豪在府城及滬尾兩地奔波，以兼顧臺灣南北兩邊的外交領務。最初基於滬尾商業興隆，斯文豪以滬尾為主要辦公基地。1864年8月，因為考量滬尾離府城（清國在臺灣的政治中心）過於遙遠，難以即時接收到重要資訊，斯文豪因而把英國領事辦公之處搬遷到離府城一天腳程的打狗，主導打狗副領事館之設立事務，他接著忙於處理打狗開港的前置事宜。1866年，淡水領事館獨立出來，英國在臺灣南部的外交人員，才得以專心於南部的工作。在臺執行公務期間，斯文豪持續踏查自然，紀錄物種。1864年5月，他前往雞籠與噶瑪蘭廳海岸地區（今蘇澳一帶），從事鳥類調查與植物採集工作；同年7月，他前往澎湖廳、鳳山縣等地，進行自然史調查工作，並捕獲臺灣獼猴。
1865年，他被英國外交部擢升為領事。
1866年2月，他前往雪山（或稱雪翁山，英語：Mt. Sylvia）附近山區調查水鹿之生態；同年3月，他被任命為英國駐廈門代理領事，因而離開臺灣。
1867年，他被調任為英國駐寧波領事，且自1867年起，他接連被派去澎湖群島、海南島、張家口與長江上游考察。
1873年，他被調任為英國駐煙台領事。
1875年，他因健康狀況不佳，自外交職務退休並返回英國，定居在其位於倫敦切爾西的住家中，繼續整理紀錄並發表。
1876年，他獲選為皇家學會會員。

## 學術活動
他發表了許多有關臺灣動植物（含鳥類、魚類、哺乳類、昆蟲）、原住民族群的學術紀錄，並致力於搜集動物活體及標本，且定期寄送至倫敦動物園、邱園等典藏機構。
1870年，他發表的華南與臺灣地區哺乳類相關報告，是與動物地理學有關的學術論文；此論文之內容被華萊士引述於其《島嶼與生活》（Life of the Island，1902），也被禮密臣引述於其《台灣的過去與現在》（The Island of Formosa, Past and Present，1903）。
他也是最早以科學方法記錄台灣昆蟲的研究者。他將在台灣採集的昆蟲標本交給亨利·貝茲和華萊士研究，兩人於1866年在倫敦動物學界分別發表兩篇報告；該些報告是關於台灣昆蟲最早的科學性報告。
菲利普·斯克萊特稱他為“有史以來最勤奮和最成功的探索博物學家之一”。

## 以其姓氏命名之物種類別
- 斑鱉 Rafetus swinhoei
- 斯文豪氏蝸牛 Nesiohelix swinhoei
- 斯文豪氏天牛 Paraglenea swinhoei
- 斯氏紫斑蝶 Euploea sylvester swinhoei
- 臺灣水鹿 Rusa unicolor swinhoei
- 藍腹鷴 Lophura swinhoii
- 斯文豪氏攀蜥 Japalura swinhonis
- 斯文豪氏游蛇 Natrix swinhonis
- 斯文豪氏赤蛙 Odorrana swinhoana
- 斯文豪煙管蝸牛 Formosana swinhoei
- 斯氏華珊瑚蛇 Sinomicrurus swinhoei

## 相关條目
- 台湾鸟类学史
- 許遜榮